# Alois Schweiger

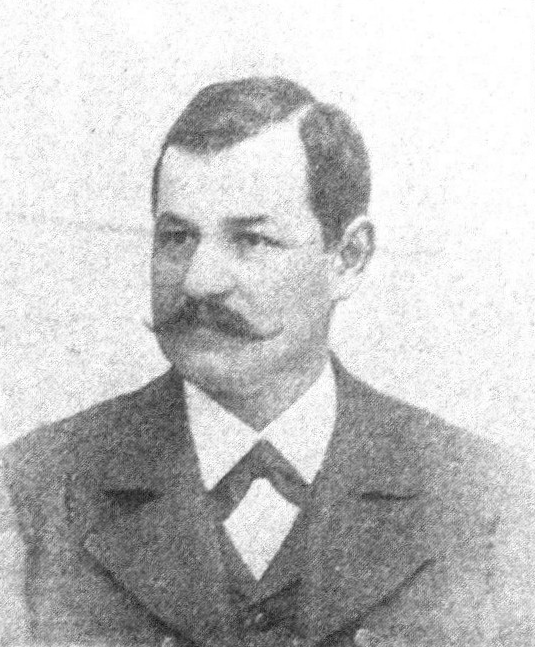
Alois Schweiger, vor 1907

Alois Schweiger, auch Alois Schwaiger (* 22. Juni 1861 (laut Taufeintrag; laut Eigenangabe am 10. Juni 1861) in Stammeregg; † 18. Juli 1918 ebenda), war Landwirt und Abgeordneter zum Österreichischen Abgeordnetenhaus. Laut Eigenangabe lautet der Familienname Schweiger. Im Tauf-, Trauungs- und Sterbeeintrag lautet er jeweils Schwaiger.

## Leben
Alois Schweiger war Sohn des Landwirts Josef Schweiger, der allerdings schon ein Jahr nach dessen Geburt im Jahr 1862 gestorben ist. Seit 1964 war sein Stiefvater der Landwirt Peter Malli († 1886). Nach dem Besuch einer Volksschule und einer Bürgerschule wurde er ebenfalls Landwirt in Stammeregg.
Alois Schweiger war römisch-katholisch und ab 1893 verheiratet mit Agnes Zach, verwitwete Stelzer, mit der er keine Kinder hatte.
Er war von 1901 bis 1918 Mitglied im steiermärkischen Landtag (VIII., IX. und X. Wahlperiode). Außerdem war er Gemeinderat von Stammeregg.

## Politische Funktionen
Alois Schweiger war vom 31. Januar 1901 bis zu seinem Tod am 18. Juli 1918 Abgeordneter des Abgeordnetenhauses im Reichsrat (X., XI. und XII. Legislaturperiode), Kronland Steiermark.
Während der X. Legislaturperiode war er für die Kurie Landgemeinden 6 (Leibnitz, Arnfels, Deutschlandsberg, Eibiswald, Stainz) zuständig.
Während der XI. und XII. Legislaturperiode war er für den Wahlbezirk Steiermark 18 (Landgemeinden Deutschlandsberg, Eibiswald, Arnfels) verantwortlich.

## Klubmitgliedschaften
Alois Schweiger war ab 1901 Mitglied im Zentrum-Klub. Ab 1907 gehörte er der Christlichsozialen Vereinigung und ab 1911 der Christlichsozialen Vereinigung deutscher Abgeordneter an.